# Tandnoting
Tandnoting (Dissostichus eleginoides) är en fiskart som beskrevs av Smitt, 1898. Tandnoting ingår i släktet Dissostichus och familjen Nototheniidae. Inga underarter finns listade i Catalogue of Life.